# اوست-زیگان
اوست-زیگان (انگلیسی: Ust-Zigan) یک شهرک در شهرستان استرلیتاماکسکی استان باشقیرستان کشور روسیه است.